# Parafia św. Marcina w Oszkowicach
Parafia świętego Marcina w Oszkowicach – parafia rzymskokatolicka, znajdująca się w diecezji łowickiej, w dekanacie Piątek. 

## Historia parafii
Parafia powstała przed rokiem 1389, na co wskazuje list z 16 lutego tego roku napisany przez  diakona gnieźnieńskiego Bronisza i adresowany do proboszcza parafii.
Pierwszy kościół funkcjonował do roku 1629, wtedy to Samuel Sokołowski ufundował nową świątynię, zbudowaną z drewna modrzewiowego. Wewnątrz znajdowało się pięć ołtarzy, w ołtarzu głównym umieszczono obraz Matki Bożej Szkaplerznej. Budynek konsekrowano w roku 1678, następnie przez dłuższy czas zaprzestano remontowania.
W połowie XIX wieku kościół był w bardzo złym stanie technicznym. W 1853 roku dziekan strykowski powiadomił o tym władze guberni, skutkiem czego było zamknięcie świątyni, gdyż istniało ryzyko zawalenia się jej. Nabożeństwa odbywały się w kruchcie kościelnej. Dopiero w 1862 roku wyremontowano budynek. Kolejna konsekracja miała miejsce w 1895 roku.
W 1912 roku rada parafialna zadecydowała o powiększeniu świątyni. Ze względu na wybuch I wojny światowej prace budowlane rozpoczęto dopiero w roku 1923. Ze starego kościoła zachowano jedynie prezbiterium, a w ołtarzu głównym umieszczono obraz Matki Bożej Częstochowskiej. Taki wygląd budynku jest zachowany do dzisiaj. 
Plebania pochodzi z połowy XX wieku.
Na cmentarzu parafialnym znajduje się grobowiec rodziny Władysława i Stanisława Grabskich.

## Miejscowości należące do parafii
W granicach administracyjnych parafii znajdują się wsie: Borów, Borówek, Drogusza, Jasionna, Leżajna, Łazin, Orenice, Oszkowice, Piaski Bankowe, Stare Piaski, Trzaskowice, Witów, Żdżary.